# Bali (Douala I)
Pour les articles homonymes, voir Bali (homonymie).
Bali est un quartier, de la commune d'arrondissement de Douala I, subdivision de la communauté urbaine de Douala.

## Géographie
Le quartier s'étend sur un plan en damier au sud-ouest d'Akwa, il est limité au nord par le boulevard de la République, à l'ouest par le boulevard de la Bésséké (RN 3) qui le sépare de Bonanjo, au sud l'avenue Douala Manga Bell marque la limite avec Koumassi, à l'est le quartier Banyangui (Douala II).

## Histoire
Second siège de la famille royale du clan Bell, il s'est historiquement appelé Bonamandone. Bonamandona est l'une des douze tribus du clan Bell. Le quartier prend le nom de Bali à l'époque coloniale, alors que s'y était installés, les éleveurs de bœufs Mbororo et leurs troupeaux originaires de la localité de Bali (Nord-ouest du Cameroun).
C'est depuis le milieu des années 1970 un quartier résidentiel de classe moyenne mêlant villas, petits immeubles coquets et commerces de quartier. 

## Chefferie traditionnelle

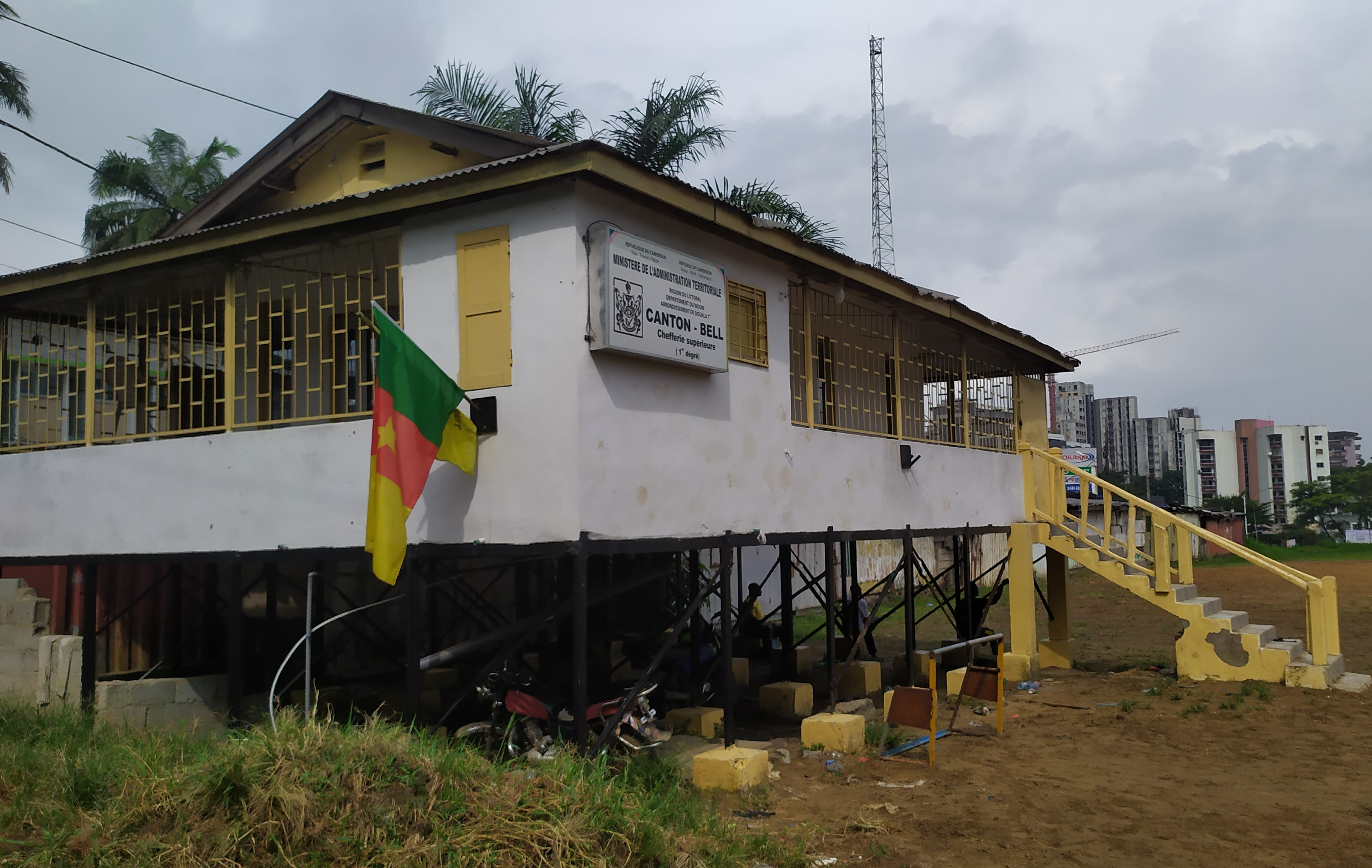
Chefferie du Canton Bell logé à l'intérieur du Pars des Princes

Le parc des princes Bell à Bali est le siège de la chefferie supérieure Bell.

## Éducation
L'enseignement est assuré par les établissements :
- École publique de Bali
- École adventiste
- Collège Esao
- Collège polyvalent de Douala

## Evènement
Chaque décembre les rues du quartiers vibrent au rythme du Bali Arts Market ou Balama

## Média

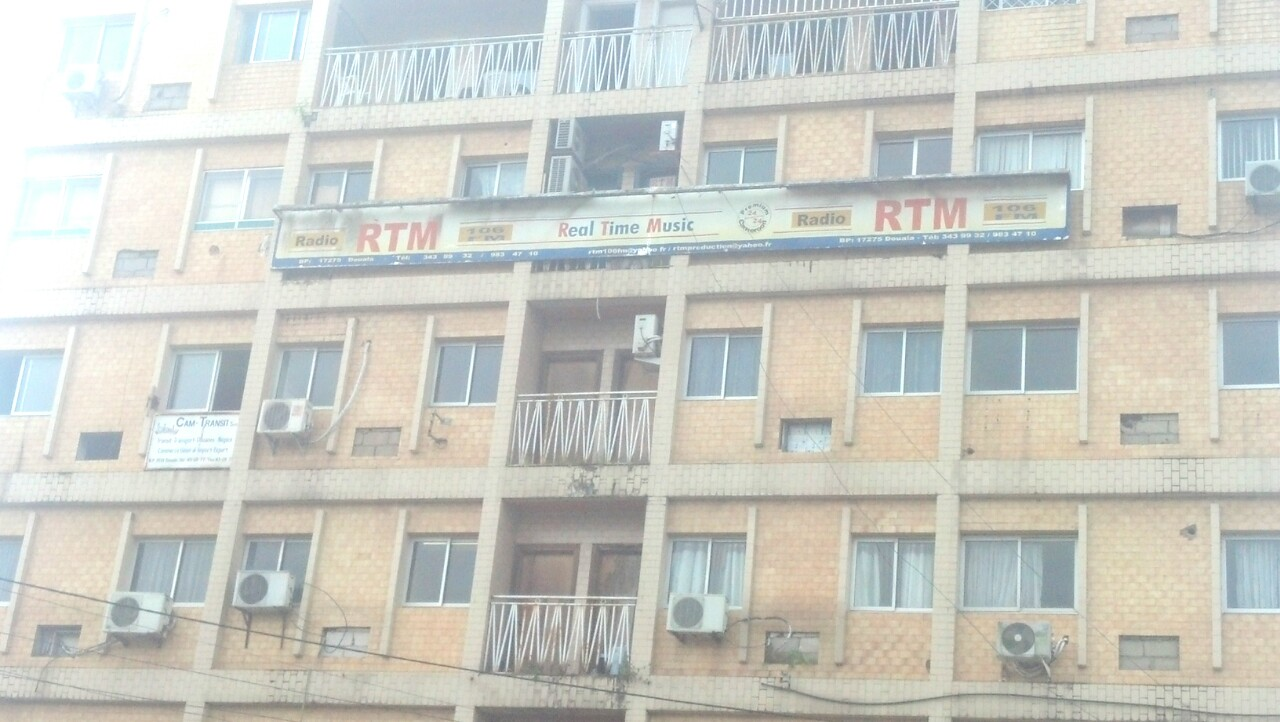
Radio RTM

Le quartier est le siège de la radio privée RTM Radio (Real Time Music).